# Jack Parnell
Jack Parnell (6. august 1923 i London – 8. august 2010 i Southwold, England) var en engelsk orkesterleder og trommeslager.
Parnell ledede sit eget big band. Han vandt førsteprisen som bedste trommeslager i Melody Maker i 1940'erne og 1950'erne.
Han var musikalsk leder for husorkesteret på det engelske tv-selskab ATV (1956-1981) og var orkesterdirigent i tv-serien for børn, The Muppet Show.